# 曼努埃尔·贝尔格拉诺
曼努埃尔·贝尔格拉诺（Manuel Belgrano，1770年—1820年），阿根廷经济学家、律师、政治人物、军事领导人。他参加了阿根廷独立战争。他是阿根廷国旗的设计人。他被认为是国家的“解放者”之一。

## 生平
曼努埃尔·贝尔格拉诺生于布宜诺斯艾利斯。在大学时期，便接受了启蒙时代的思想。

## 纪念
1965年，阿根廷海军以他的名字命名贝尔格拉诺将军号巡洋舰，该战舰于1982年被英国海军击沉。